# André Jarlan
 (mars 2015).
Si vous disposez d'ouvrages ou d'articles de référence ou si vous connaissez des sites web de qualité traitant du thème abordé ici, merci de compléter l'article en donnant les références utiles à sa vérifiabilité et en les liant à la section « Notes et références ».
André Joachim Jarlan est un prêtre catholique français né à Rignac le 25 mai 1941 tué par la police dans le quartier populaire de la Victoria (es) de Santiago du Chili lors d'une manifestation contre la dictature d'Augusto Pinochet le 4 septembre 1984.

## Biographie
Entré au séminaire à Saint-Pierre à Rodez (dont une salle porte désormais son nom) dès l’âge de 12 ans, André Jarlan a choisi la Martinique pour son service militaire. Il avait fait le voyage pour aider les populations locales, il a dû se contenter de... garder les enfants des officiers. 
André Jarlan est ordonné prêtre le 16 juin 1968 à Rodez, puis nommé vicaire de la paroisse d'Aubin. Il sert comme conseiller auprès de la Jeunesse Ouvrière Catholique et à l’Action Catholique Ouvrière de la région. En 1982, il étudie l'espagnol à l'université catholique de Louvain en Belgique. En février de l'année suivante il arrive à la paroisse de la Victoria à Santiago du Chili, qu’il dessert aux côtés de son compatriote, prêtre également, Pierre Dubois pendant an et demi avant sa mort.

## Mort
L'opposition à Pinochet a appelé à une journée nationale de protestation le 4 et 5 septembre 1984. Le 4, la police entre dans le secteur de la paroisse la Victoria emblématiquement reconnue comme un bastion de la résistance au régime militaire où le peuple a dressé des barricades, lançant des cocktails Molotov et déclenchant des incendies. Une balle perce le mur de bois du presbytère de la paroisse et frappe au cou André Jarlan pendant qu'il lit la Bible, le tuant aussitôt. 
Le lendemain, son cercueil est déposé par les habitants de la Victoria à la cathédrale métropolitaine de Santiago. Son corps est rapatrié en France le 8 septembre, accompagné, selon le témoignage de Pierre Dubois, par des milliers de personnes jusqu’à l’aéroport Pudahuel de Santiago. Il est enterré dans le cimetière de son village natal le 11 septembre 1984. 
Sept ans plus tard, le policier suspecté d'avoir abattu André Jarlan a bénéficié d'un non-lieu. 
En 1991, il a été inscrit par la Commission Nationale Vérité et Réconciliation dans son rapport sur les violations des droits de l’homme commises pendant la dictature militaire. 
De nombreux témoignages reçus  et cohérents, rendent compte d’une action policière disproportionnée, car il n'y avait aucune justification à l'utilisation des armes à feu à ce moment et en présence d’une forte densité de population. Les preuves présentées à cette commission ont formé la conviction qu’André Jarlan a été victime d'une violation des droits de l’homme commise par des agents du gouvernement ayant fait un usage excessif de la force (Rapport de la Commission Nationale Vérité et Réconciliation).

## Symbole
La figure d'André Jarlan est tenue en haute estime par les habitants du quartier de La Victoria, où il est considéré comme un symbole de tous ceux qui sont morts durant le régime Pinochet. Dans le quartier, un grand nombre de peintures murales reproduisent son portrait. Une fois par an, une semaine de célébrations lui rend hommage. 

## Lieux de mémoire
Son nom a été donné à :

### Un parc de la commune de Pedro Aguirre Cerda
Cette commune est celle auquel appartient le quartier la Victoria.

### Un espace culturel
Il est situé à Rignac, son village natal.

### Une rue
Cette rue est proche de la cathédrale à Évry.

### Des places
Une est située à Combs-la-Ville. Une autre est située à Lorient, et la délibération du conseil municipal a entériné une orthographe divergente.